# Alvin Hamilton

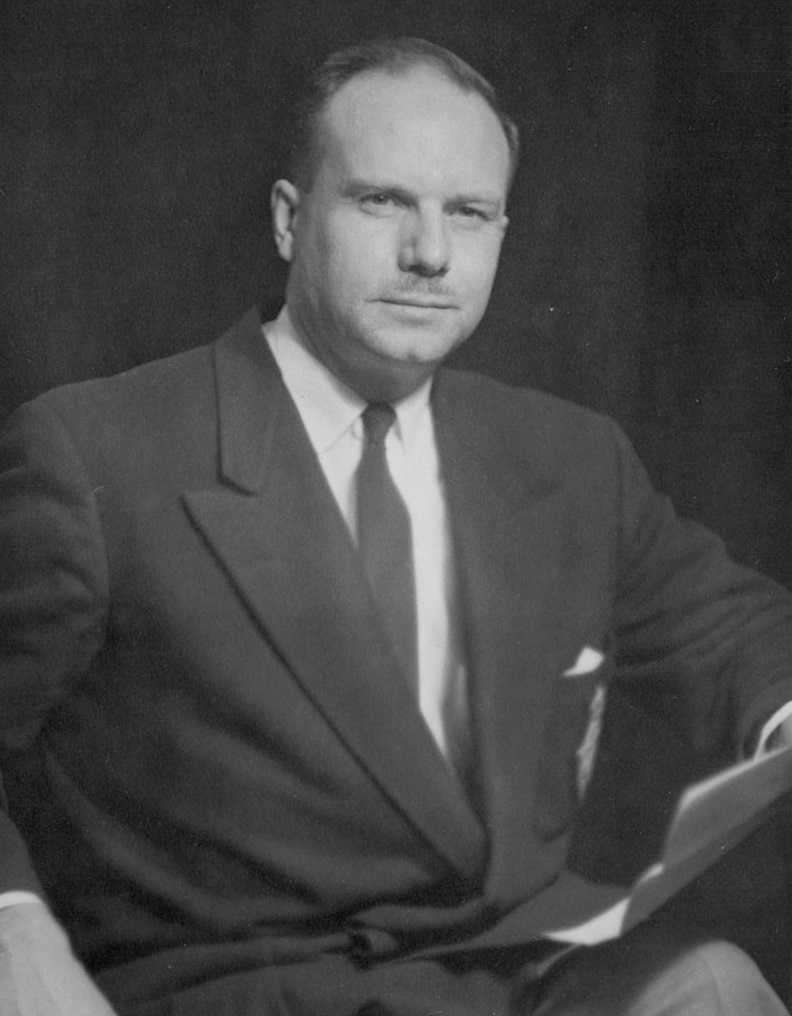
Alvin Hamilton

Francis Alvin George Hamilton PC (* 30. März 1912 in Kenora, Ontario; † 29. Juni 2004) war ein kanadischer Politiker der Progressiv-konservativen Partei (PC), der 27 Jahre lang Mitglied des Unterhauses sowie von 1949 bis 1957 Vorsitzender der Progressive Conservative Party of Saskatchewan war. Zwischen 1957 und 1960 war er Minister für nördliche Angelegenheiten und nationale Ressourcen sowie anschließend von 1960 bis 1963 Landwirtschaftsminister im 18. kanadischen Kabinett von Premierminister John Diefenbaker.

## Leben

### Zweiter Weltkrieg, Parteivorsitzender in Saskatchewan und Unterhausabgeordneter
Hamilton absolvierte nach dem Schulbesuch zunächst ein grundständiges Studium, welches er mit einem Bachelor of Arts (B.A.) abschloss. Ein postgraduales Studium der Rechtswissenschaften beendete er mit einem Doktor der Rechte (LL.D.) und war danach als Lehrer tätig. Während des Zweiten Weltkrieges trat er 1941 in die Royal Canadian Air Force (RCAF) ein und gehörte dieser bis 1945 an, wobei er zuletzt zum Hauptmann befördert wurde.
Bei der Wahl vom 11. Juni 1945 und vom 27. Juni 1949 kandidierte Hamilton als Kandidat der Progressiv-konservativen Partei jeweils ohne Erfolg im Wahlkreis Rosetown-Biggar für ein Mandat im Unterhaus. 1949 wurde er als Nachfolger von Rupert Ramsay Vorsitzender der Progressive Conservative Party of Saskatchewan und bekleidete diese Funktion acht Jahre lang bis zu seiner Ablösung durch Martin Pederson 1957.
Nachdem er auch bei der Wahl vom 10. August 1953 im Wahlkreis Qu’Appelle ohne Erfolg für ein Unterhausmandat kandidiert hatte, wurde er bei der Wahl vom 10. Juni 1957 in diesem Wahlkreis erstmals zum Abgeordneten in das Unterhaus gewählt und gehörte diesem zunächst bis zum 25. Juni 1968 an.

### Bundesminister, Kandidatur für den Parteivorsitz und Wiederwahl in das Unterhaus
Am 22. August 1957 wurde Hamilton von Premierminister John Diefenbaker in das 18. kanadische Kabinett berufen und war dort bis zum 10. Oktober 1960 Minister für nördliche Angelegenheiten und nationale Ressourcen. Im Rahmen einer Regierungsumbildung übernahm er am 11. Oktober 1960 das Amt des Landwirtschaftsministers und bekleidete dieses bis zum Ende von Diefenbakers Amtszeit 1962 war der damalige Student und spätere Premierminister Brian Mulroney als sein Assistent im Landwirtschaftsministerium tätig und auch als Manager des Wahlkampfes für die darauf folgende Unterhauswahl.
Nach der Niederlage seiner Partei bei der Unterhauswahl vom 8. April 1963 fungierte Hamilton zwischen 1963 und 1966 als landwirtschaftspolitischer Sprecher der oppositionellen PC-Fraktion.
Nach dem Rücktritt von John Diefenbaker als Parteivorsitzender bewarb sich Hamilton auf dem Parteitag am 9. September 1967 um dessen Nachfolge, unterlag jedoch letztlich Robert Stanfield, dem Premierminister von Nova Scotia. Er belegte im ersten Wahlgang mit 136 Stimmen (6,1 Prozent) den sechsten Platz unter elf Kandidaten und im vierten Wahlgang mit 167 Delegiertenstimmen (7,7 Prozent) den vierten Platz unter den verbliebenen vier Kandidaten, so dass er auf eine Kandidatur im fünften und entscheidenden Wahlgang verzichtete, die Stanfield mit 1150 Stimmen (54,3 Prozent) gegen Dufferin Roblin gewann, der auf 969 Delegiertenstimmen (45,7 Prozent) kam. Zuvor hatte sich der Drittplatzierte im vierten Wahlgang, Davie Fulton, für eine Wahl Stanfields ausgesprochen.
Nachdem sein bisheriger Wahlkreis Qu’Appelle zur Unterhauswahl am 25. Juni 1968 aufgelöst worden war, bewarb er sich im Wahlkreis Regina East für eine Wiederwahl zum Abgeordneten, erlitt dort aber eine Niederlage von nur 192 Stimmen gegen John Burton von der Neuen Demokratischen Partei. Während auf Burton 13.641 Stimmen entfielen, kam Hamilton auf 13.449 Wählerstimmen.
Bei der darauf folgenden Wahl vom 30. Oktober 1972 wurde Hamilton als Nachfolger seines Parteifreundes Richard Southam im Wahlkreis Qu’Appelle-Moose Mountain wieder zum Abgeordneten gewählt und vertrat diesen Wahlkreis bis zu dessen Auflösung am 20. November 1988.
Während dieser Zeit war er zwischen dem 5. Dezember 1972 und dem 19. Dezember 1974 Oppositionssprecher für Energie, Bergbau und Ressourcen und anschließend vom 19. Dezember 1974 bis 1976 landwirtschaftspolitischer Sprecher der PC-Fraktion.